# 동곡초등학교 (광주)
동곡초등학교는 대한민국 광주광역시 광산구 하산동에 있는 공립 초등학교이다.

## 학교 연혁
- 1932년 6월 1일 동곡공립보통학교(4년제) 개교(설립인가 2월 27일)
- 1938년 4월 1일 동곡공립심상소학교로 개칭
- 1941년 4월 1일 동곡공립국민학교로 개칭
- 1989년 1월 1일 광주직할시로 편입
- 1996년 3월 1일 동곡초등학교로 개칭
- 2010년 7월 1일 학교숲 조성(생명의 숲 후원)
- 2012년 6월 2일 대한민국 좋은학교 박람회 참가
- 2012년 11월 2일 동곡꿈마루 개관
- 2017년 11월 23일 2017 대한민국 미래교육박람회 참가
- 2019년 1월 14일 제84회 졸업식(총 졸업생수 6,996명)
- 2019년 7월 24일 동곡 힐링쉼터 조성
- 2019년 10월 15일 컴퓨터실 현대화 사업
- 2020년 1월 3일 제85회 졸업(총 졸업생 수 7,013명)
- 2020년 2월 20일 미래숲 조성

## 학교 상징
- 우리 학교 꽃 - 철쭉(슬기) : 꽃샘추위가 완전히 사라지는 4~5월경 부끄러운 듯 연분홍 자태를 자랑하며 피어나는 철쭉은 급식실로 향하는 곳에서 우리 동곡 어린이들을 반갑게 맞아준다. 사랑의 기쁨이라는 꽃말을 지닌 철쭉을 보며 동곡 어린이들은 서로 사랑할 줄 아는 슬기로운 어린이가 되어간다.
- 우리 학교 나무 - 소나무(굳셈) : 예로부터 소나무는 굳셈의 표상이었다. 이이(李珥)는 세한삼우(歲寒三友)라 하여 송·죽·매를 꼽았고, 윤선도(尹善道)는 그의 시조 오우가(五友歌)에서 벗으로 쳤다. 성삼문(成三問)이 죽음을 당할 때 지은 '독야청청(獨也鯖靑)하리라'라고 한 시는 충절의 노래이다. 교실 창 밖으로 보이는 소나무를 보며 우리 동곡 어린이들은 굳센 의지를 배운다.
- 우리 학교 색 - 녹색(희망) : 색의 상징적 의미는 신앙, 불멸, 희망, 성결, 생명, 영원한 젊음, 애정 등이다. 색의 특성 및 성향으로 녹색은 마음을 평온하게 해주는 색이며 신경 및 근육의 긴장을 완화시켜준다. 녹색을 선호하는 사람은 대체로 교양있고 예의바르다. 항상 희망을 품고 사는 동곡 어린이들에게 어울리는 색이라 하겠다.

## 참고 자료
- 동곡초등학교 - 한국교육학술정보원 학교알리미